# Dicraeus rossicus
Dicraeus rossicus är en tvåvingeart som beskrevs av Stackelberg 1955. Dicraeus rossicus ingår i släktet Dicraeus och familjen fritflugor. Inga underarter finns listade i Catalogue of Life.